# 임미경 (핸드볼 선수)
임미경(任美敬, 1967년 5월 17일~)은 대한민국의 핸드볼 선수로 포지션은 라이트윙이다. 1988년 서울올림픽에서 금메달을 따는데 기여했다.

## 경력
전라북도 부안군 하서면 청호저수지 근처 마을에서 태어났다. 아버지 임면호는 부안농고 배구부 출신이다. 하서초등학교 5학년때 핸드볼을 시작했고, 부안여중, 부안여고와 원광대학교 유아교육학과를 졸업했다. 88서울올림픽 때 오른손잡이이면서도 왼손잡이가 주로 맡는 오른쪽 인나 포지션에 발탁됐다. 1990년 아시안 게임을 끝으로 국가대표를 은퇴했다. 임미경의 자리는 고향 4년 후배인 임오경이 대신했다. 1992년 익산 국민생활관에서 아기스포츠단 강사로 활동했다. 2001년 익산병원에 들어가 홍보팀장, 복지팀장, 행정부장을 거쳐 2021년 1월 현재 익산병원 행정처장으로 일하고 있다.